# Thom Gunn
Thom Gunn, nacido como Thomson William Gunn (29 de agosto de 1929 – 25 de abril de 2004) fue un poeta británico nacionalizado estadounidense, célebre por su estilo poético liberal. En los últimos años de su carrera, se dedicó a escribir sobre la homosexualidad, el uso de drogas, el sexo y los tópicos relacionados con su estilo de vida bohemio. Ganó numerosos premios literarios, en especial por su obra más importante, The Man with Night Sweats, de 1992.

## Primeros años y carrera
Gunn nació en Gravesend, Kent, hijo del editor Bert Gunn. Sus dos padres eran periodistas y se divorciaron cuando Thom tenía diez años de edad; más adelante, durante su adolescencia, su madre se suicidó. Fue ella quien le inculcó el amor por la lectura, en especial de los escritores Christopher Marlowe, John Keats, John Milton y Alfred Tennyson, además de muchos otros autores en prosa. En su juventud, asistió a la University College School en Hampstead, Londres; después pasó dos años en el servicio nacional británico y seis meses en París. Cuando regresó, estudió literatura inglesa en el Trinity College, Cambridge, de donde se graduó en 1953, y al año siguiente publicó su primera colección de poemas, Fighting Terms. Entre los muchos críticos que alabaron el libro, se destaca la crítica de John Press: "Es uno de los pocos volúmenes de la poesía de posguerra que todos los lectores serios de poesía necesitan poseer y estudiar".
Al principio, su estilo poético estaba asociado con el de The Movement, un grupo de escritores británicos, y más tarde comenzó a asemejarse al de Ted Hughes. La poesía de Gunn, junto con la de Philip Larkin, Donald Davie y otros miembros del grupo, ha sido descrita como "un baluarte de la pureza de dicción, y con un tono neutro que alienta a añadir más lenguaje extra y un deseo de representar una visión del mundo con una mirada fresca".
En 1954, Gunn emigró a los Estados Unidos para enseñar escritura en la Universidad de Stanford y para estar cerca de su pareja, Mike Kitay, a quien había conocido en la universidad. Más tarde dio clases en la Universidad de California Berkeley desde 1958 a 1966 y nuevamente entre 1973 y 1990.
Falleció en 2004 de una sobredosis de drogas, incluyendo metanfetaminas, en su hogar en San Francisco, donde vivía desde 1960.

## Estilo
Durante las décadas de 1960 y 1970, sus poemas comenzaron a abarcar las temáticas de las drogas y la homosexualidad. Disfrutaba tanto el estilo de vida bohemio en San Francisco que Edmund White lo describió como "el último de los moradores de las comunas [...] serio e intelectual durante el día y drogadicto y sexual durante la noche". Aunque siguió afilando sus formas métricas características de los primeros años de su carrera, se fue interesando cada vez más en el verso silábico y el verso libre."
En 1992, Gunn publicó su colección más famosa, The Man With Night Sweats (1992), cuyo tema principal es el sida. Neil Powell alabó el libro: "Gunn recupera la poesía en un ámbito que parecía perdido, en el contexto de una catástrofe humana específica con los grandes temas de la vida y la muerte, de manera coherente, inteligente y memorable. Sería difícil pedir más". El libro le valió el Premio de Poesía Lenore Marshall en 1993. Aunque trató el tema del sida en gran parte de sus obras posteriores, no tenía la enfermedad.
Ese año, Gunn publicó una segunda colección de ensayos ocasionales, Shelf Life y Collected Poems. El último libro de poesía que publicó fue Boss Cupid (2000).
En 2003 obtuvo el Premio Literario David Cohen junto con Beryl Bainbridge. También recibió el Premio Levinson, el Premio Arts Council of Great Britain, el Premio Rockefeller, el Premio W. H. Smith, el Premio de Poesía del PEN (de Los Ángeles), el Premio Sara Teasdale, el Premio Lila Wallace-Reader's Digest y el Premio Forward Prize, además de membresías de las fundaciones Guggenheim y MacArthur.
Cinco años después de su muerte, el editor August Kleinzahler publicó una nueva edición de Selected Poems.

## Obras
- 1954: Fighting Terms,[1] Fantasy Press, Oxford
- 1957: The Sense of Movement,[1] Faber, Londres
- 1961: My Sad Captains and Other Poems,[1] Faber, Londres
- 1962: Selected poems by Thom Gunn and Ted Hughes,[1] Faber, Londres
- 1967: Touch[1]
- 1971: Moly[1]
- 1974: To the Air[1]
- 1976: Jack Straw's Castle[1]
- 1979: Selected Poems 1950-1975[1]
- 1982: The Occasions of Poetry, ensayos (edición estadounidense, 1999)
- 1982: Talbot Road[6]
- 1982: The Passages of Joy[1]
- 1992: The Man With Night Sweats[1]
- 1992: Old Stories (poetry)[6]
- 1993: Collected Poems[1]
- 1994: Collected Poems[1]
- 1998: Frontiers of Gossip[1]
- 2000: Boss Cupid[1]

## Lectura complementaria
- Campbell, J. Thom Gunn in conversation with James Campbell, Between The Lines, Londres, 2000. ISBN 1-903291-00-3
- Thom Gunn, Shelf Life: Essays, Memoirs and an Interview (Poets on Poetry) 1993